# Carlos Guimard
Carlos Enrique Guimard est un joueur d'échecs argentin né le 6 avril 1913 à Santiago del Estero et mort le 11 septembre 1998. Grand maître international à partir de 1960, il remporta trois fois le championnat d'Argentine.
Son nom a été donné à une variante de la défense française : 1. e4 e6 ; 2. d4 d5 ; 3. Cd2 (variante Tarrasch) 3… Cc6 qu'il joua dans les années 1940.

## Biographie et carrière

### Victoires dans les tournois internationaux
En 1936, Guimard battit Roberto Grau en match (+4 =7). Il remporta les tournois de:
- Berlin en 1937 (ex æquo avec Ludwig Rellstab) ;
- Buenos Aires 1940 ;
- Santiago 1940 ;
- São Paulo 1943 ;
- Viña del Mar 1945 et
- Enschede 1961.

Il finit troisième du tournoi de Mar del Plata 1954, puis deuxième au tournoi de Montevideo 1938 (derrière le champion du monde Alexandre Alekhine) et au tournoi de Mar del Plata 1950 (ex æquo avec Héctor Rossetto, un demi-point derrière Svetozar Gligorić).

### Champion d'Argentine
Carlos Guimard remporta le championnat d'Argentine en 1937 (match contre Grau remporté +4 =4) , 1938 (match contre Piazzini) et 1941 (match contre Mardena).

### Grand maître international
Guimard reçut le titre de maître international en 1950 et celui de grand maître en 1960.
Dans les cycles de qualification au championnat du monde d'échecs, Gumard finit 5e du tournoi zonal de Mar del Plata - Buenos Aires en 1951 (victoire de Eliskases et Julio Bolbochán), puis il termina 3e-4e du tournoi zonal de Mar del Plata 1954 remporté  par Óscar Panno. En 1955, il finit 12e-13e du tournoi interzonal de Göteborg remporté par David Bronstein.

### Olympiades
Guimard représenta l'Argentine lors de quatre olympiades d'échecs (en 1937, 1939, 1950 et 1954). Il remporta la médaille d'argent par équipe en 1950 et 1954.